# Salvador Montell i Puigarnau
Salvador Montell i Puigarnau (L'Hospitalet de Llobregat, 1941 – Cornellà de Llobregat, 1r de juny de 2022) fou un administratiu, folklorista i activista cultural català. La seva participació i implicació en els moviments socials de Cornellà de Llobregat durant la segona meitat del segle xx varen permetre una recuperació del teixit social, de la cultura popular i del catalanisme associatiu d'aquest municipi després de la fi del franquisme.
Montell i Puigarnau exercí càrrecs de gestió a l'antiga empresa metal·lúrgica de Sant Joan Despí Metalarte S.A. durant part de la seva trajectòria professional. Des del decenni del 1960 fou membre de l'esbart dansaire del Patronat Cultural i Recreatiu de Cornellà i el 1976 contribuí a la creació d'una secció infantil a l'Esbart Dansaire de Cornellà. El 1984 també fou cofundador de la colla de diables, el Ball de Diables de Cornellà —el qual rebé els suports d'altres cornellanencs de prestigi com el pintor Ricard Vaccaro per al vestuari i el folklorista Joaquim Vilà i Folch per al ball. Per l'escissió d'aquest col·lectiu, fundà els Diables de Cornellà, amb els quals participà de l'adquisició del primer drac del bestiari de la colla, el Cornut de Cal Borni.
A l'inici dels anys 1990 també fou membre fundador de l'Avenç de Cornellà per a documentar, protegir i revertir la descura del patrimoni arquitectònic al municipi i alhora prengué part en la comissió fundadora de la Jordiada, de la qual n'excercí la vicepresidència i després la presidència durant diversos anys fins al 2017. Durant aquell període, el festival literari i de folklore popular —coincident anualment amb la Diada de Sant Jordi— es convertí en un dels esdeveniments culturals més importants de Cornellà. Implicat en els Castellers de Cornellà des dels inicis de la colla, tot i que mai en cap càrrec directiu.
Per les seves diferents contribucions al panorama social i artístic d'aquest municipi, l'any 2007 fou distingit per l'Ajuntament de Cornellà de Llobregat amb el premi Ciutat de Cornellà d'Acció Cívica. Morí el 1r de juny de 2022 a 81 anys.